# Хохеппан (замок)
Хохеппан (нем. Burg Hocheppan, итал. Castel d'Appiano) — замок в Северной Италии, один из наиболее важных в Южном Тироле. Расположен во фракции Миссиано коммуны Аппьяно-сулла-Страда-дель-Вино недалеко от Больцано, в области Трентино-Альто-Адидже.

## Описание замка

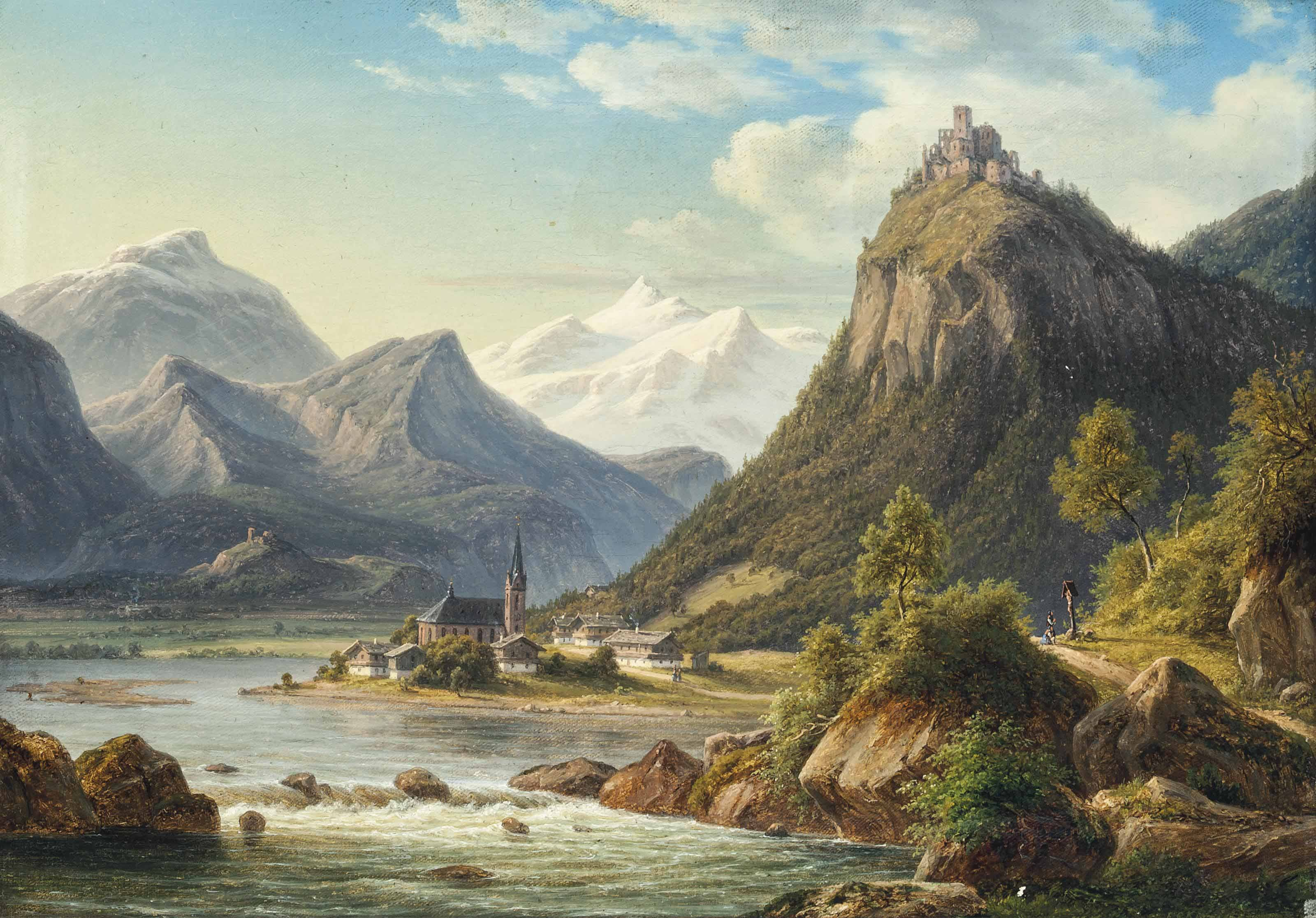
Замок на картине XIX века

### Укрепления
Система укреплений замка развивалась и совершенствовалась на протяжении многих веков. Вход в цитадель защищали несколько уровней с башнями и стенами, Основная часть сохранившихся укреплений восходит к XVI веку. Вне основного кольца крепостных стен расположена отдельная башня (рондель), которая могла выдержать обстрел из огнестрельного оружия. 
Цитадель имеет пятиугольную форму.

### Замковая часовня
Часовня замка является одним из важных объектов культурного наследия Южного Тироля. Здесь прекрасно сохранились средневековые фрески. На них в основном изображены сюжеты на библейские темы.

### Башня Крайдентурм
В стороне от Хохеппана находится отдельно стоящая высокая башня Kreidenturm (Меловая башня). Она охраняла главный проход к замку. Башня окружена кольцевой стеной.

## История

### Ранний период
По мнению большинства исследователей, укрепления на высоком холме появились ещё до нашей эры, в те времена, когда в окрестностях обитали племена ретов, относившихся к археологической культуре Фритценс-Санцено. Археологические находки подтверждают это предположение.

### Средние века
Средневековый замок Хохеппан был построен в около 1125 года графом Ульрихом II из рода Эппан.
В 1158 году эппанские воины напали на папское посольство. В отместку за это замок разрушили по приказу Генриха Льва в ходе специальной карательной экспедиции. Однако вскоре после этого укрепления были восстановлены.
В 1315 году замок перешёл под контроль графов Тироля, которые впоследствии отдавали его в управление различным дворянским семьям.

### XIX-XX века
В 1834 году император Франц II передал замок Мартину Рохусу Теймеру. В 1911 году Хохеппан стал собственностью графов Энценберг. Новый собственник восстановил и отреставрировал обвешавшие укрепления. В 2016 году власти муниципалитета Аппьяно-сулла-Страда-дель-Вино приобрели замок за 3,5 миллионов евро.
Замок находится в аварийном состоянии из-за глубокой трещины в скале.

## Галерея

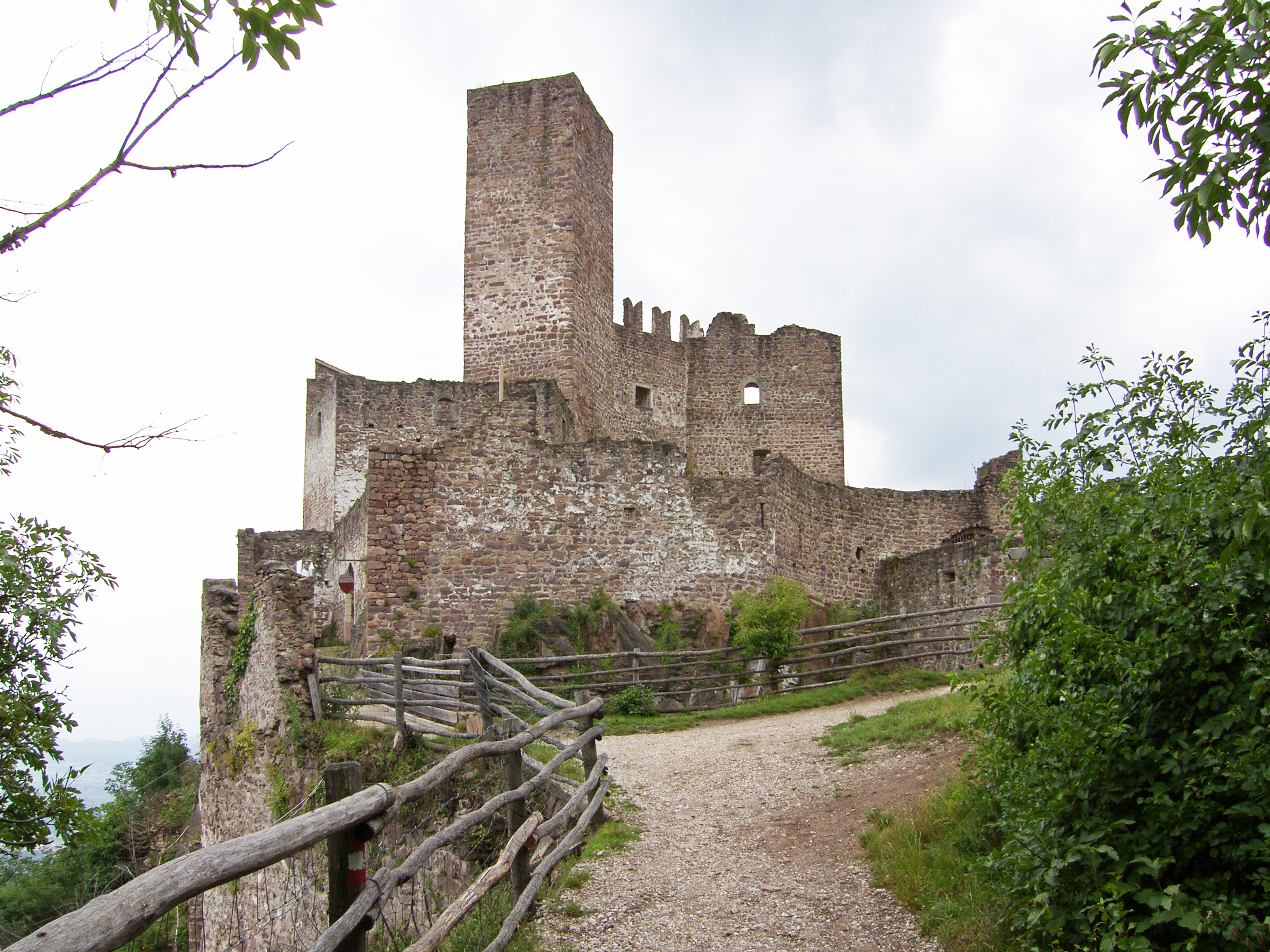
Дорога к цитадели
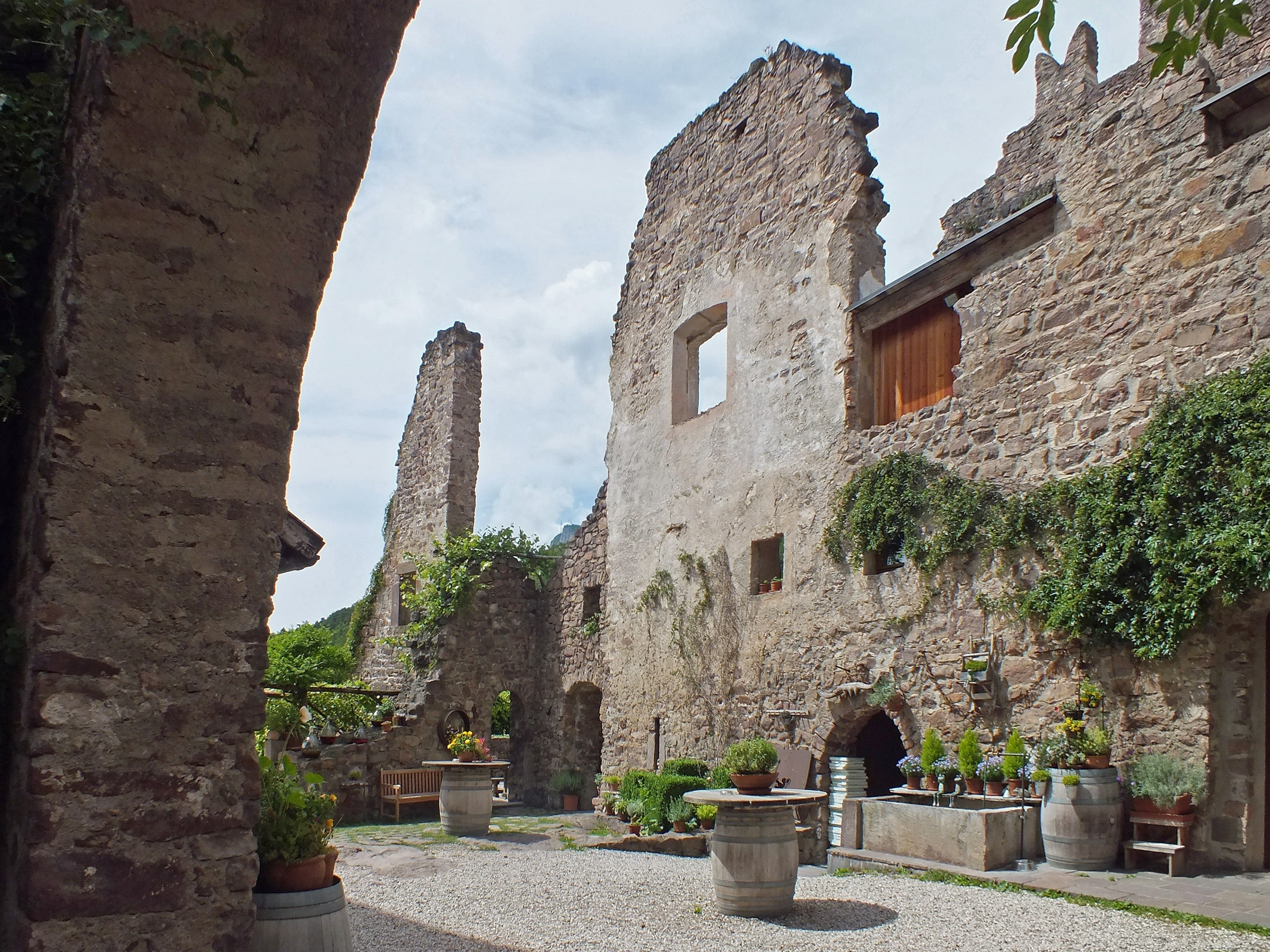
Двор замка
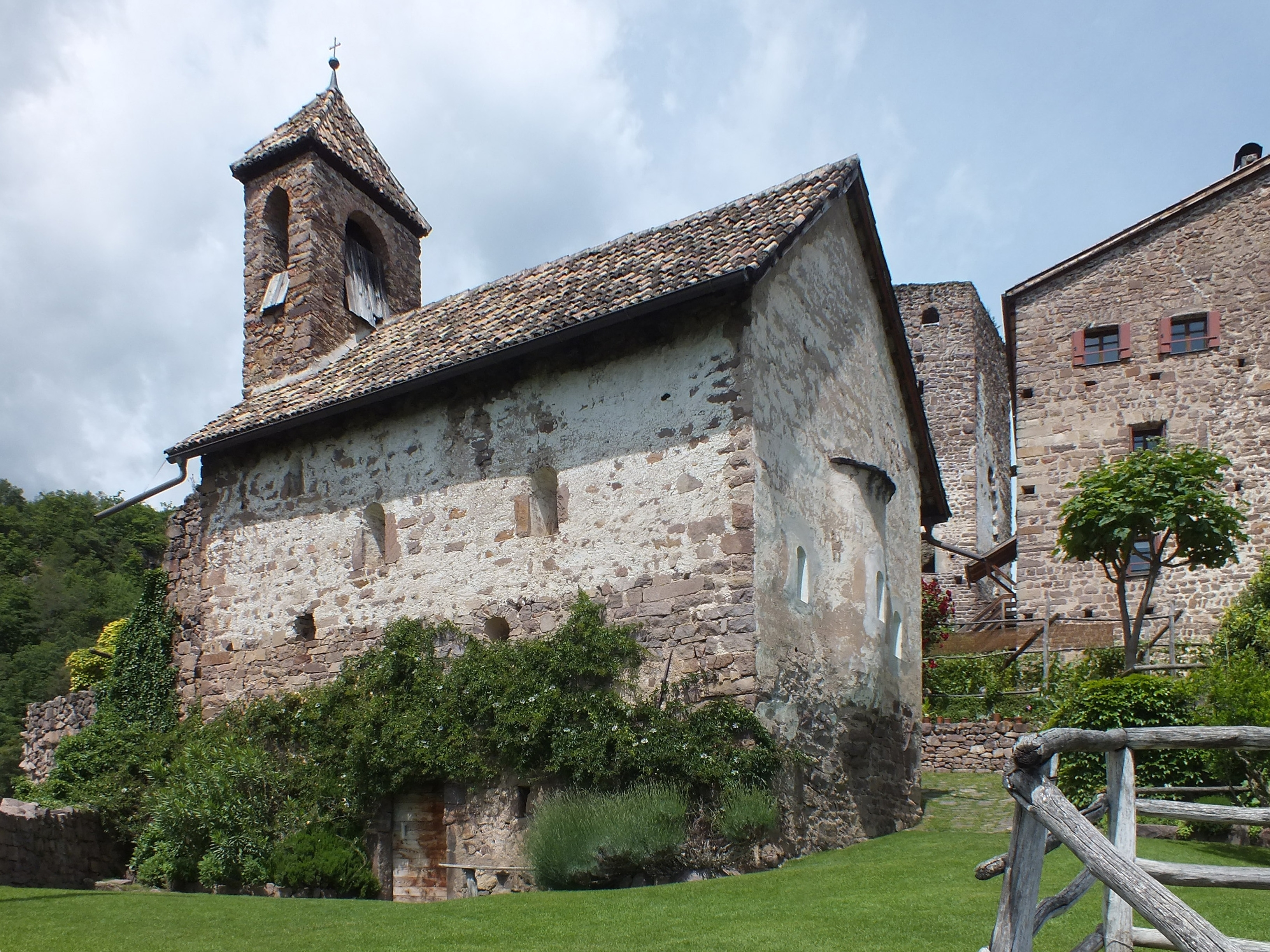
Замковая часовня
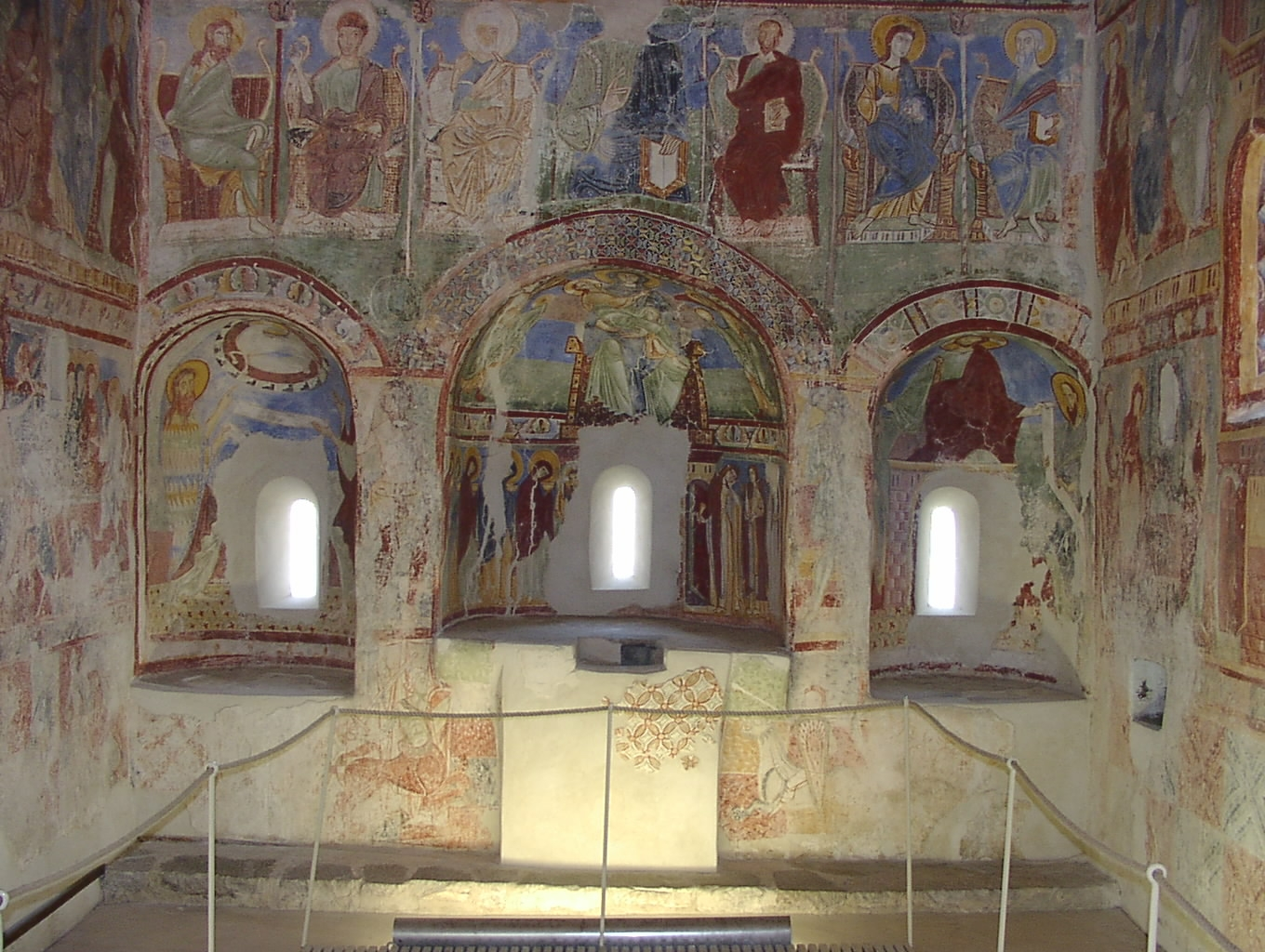
Фрески часовни
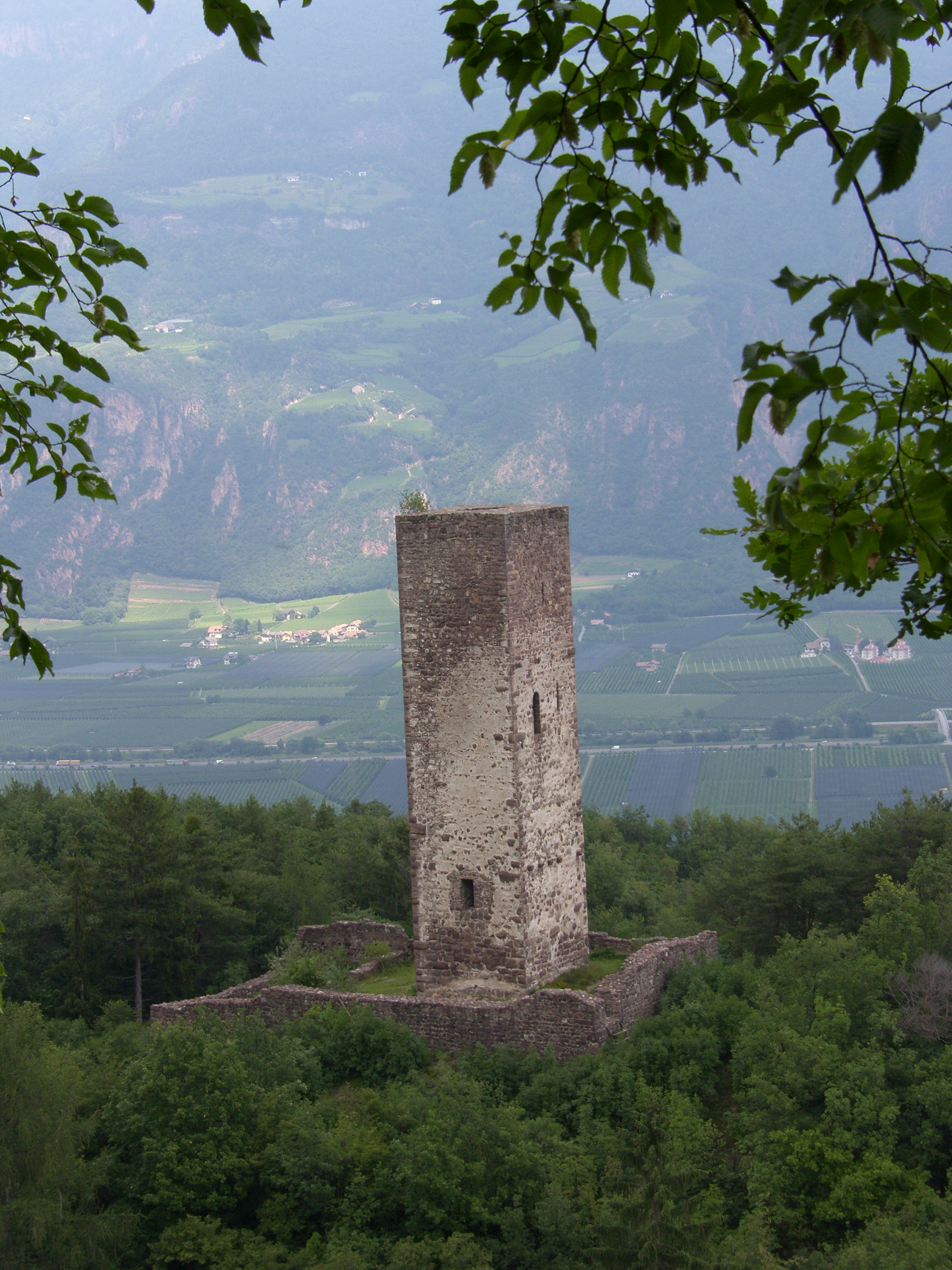
Башня Крайден